# Skwentna (Alaska)
Skwentna ist ein census-designated place (CDP) im Matanuska-Susitna Borough in Alaska in den Vereinigten Staaten. Das U.S. Census Bureau hat bei der Volkszählung 2020 eine Einwohnerzahl von 62 ermittelt. Das Gebiet liegt am südlichen Ufer des Skwentna River 70 Flugmeilen nordwestlich von Anchorage im Yentna-River-Tal.

## Geschichte
Das Gebiet des heutigen CDPs Skwentna wurde jahrhundertelang von Ureinwohnern der Dena'ina-Athabasken besiedelt. 1908 baute die Alaska Road Commission eine Straße von Seward nach Nome, die durch Old Skwentna vom Susitna River bis nach Rainy Pass führte. Goldsucher, Trapper und Indianer nutzten diese Straße oft mit Schlittenhunden, um Waren zum Innoko-Bergbaugebiet zu transportieren. Ein Postamt nahm 1937 den Betrieb auf. Nach dem Zweiten Weltkrieg wurde eine Start- und Landebahn gebaut und 1950 errichtete die U.S. Navy eine Radarstation und ein Erholungslager in dem Gebiet. In den 1960er Jahren wurde im staatlichen Besitz befindliches Land zur Besiedelung freigegeben.

## Demografie
Zum Zeitpunkt der Volkszählung im Jahre 2000 (U.S. Census 2000) hatte Skwentna CDP 111 Einwohner auf einer Landfläche von 1146,9 km². Das Durchschnittsalter betrug 44,6 Jahre (nationaler Durchschnitt der USA: 35,3 Jahre). Das Pro-Kopf-Einkommen (engl. per capita income) lag bei US-Dollar 23.994 (nationaler Durchschnitt der USA: US-Dollar 21.587). 5,8 % der Einwohner lagen mit ihrem Einkommen unter der Armutsgrenze (nationaler Durchschnitt der USA: 12,4 %). 11,7 % der Einwohner sind irischer und 10,8 % deutscher Abstammung.

## Wirtschaft
Arbeitsmöglichkeiten bieten lokale Lodgen, das Postamt und die Start- und Landebahn. Das Gebiet ist über das öffentliche Straßensystem nicht zugänglich. Die Einwohner sind auf den Flugverkehr und Schneefahrzeuge angewiesen. Eine öffentliche Start- und Landebahn steht zur Verfügung. Eine private Start- und Landebahn sowie Wasserfahrzeuge befinden sich am Alexander Lake.